# Mohammed Al-Bakri
Mohammed Ahmed Al-Bakri (in arabo محمد احمد البكري‎?; 28 marzo 1997) è un calciatore qatariota, portiere dell'Al-Wakrah.

## Statistiche

### Cronologia presenze e reti in nazionale
| Cronologia completa delle presenze e delle reti in nazionale ― Qatar | Cronologia completa delle presenze e delle reti in nazionale ― Qatar | Cronologia completa delle presenze e delle reti in nazionale ― Qatar | Cronologia completa delle presenze e delle reti in nazionale ― Qatar | Cronologia completa delle presenze e delle reti in nazionale ― Qatar | Cronologia completa delle presenze e delle reti in nazionale ― Qatar | Cronologia completa delle presenze e delle reti in nazionale ― Qatar | Cronologia completa delle presenze e delle reti in nazionale ― Qatar |
| Data                                                                 | Città                                                                | In casa                                                              | Risultato                                                            | Ospiti                                                               | Competizione                                                         | Reti                                                                 | Note                                                                 |
| -------------------------------------------------------------------- | -------------------------------------------------------------------- | -------------------------------------------------------------------- | -------------------------------------------------------------------- | -------------------------------------------------------------------- | -------------------------------------------------------------------- | -------------------------------------------------------------------- | -------------------------------------------------------------------- |
| 23-8-2017                                                            | Doha                                                                 | Qatar                                                                | 2 – 1                                                                | Turkmenistan                                                         | Amichevole                                                           | -                                                                    | 46’                                                                  |
| 24-3-2018                                                            | Bassora                                                              | Qatar                                                                | 2 – 2                                                                | Siria                                                                | Amichevole                                                           | -2                                                                   |                                                                      |
| 14-11-2019                                                           | Doha                                                                 | Qatar                                                                | 2 – 0                                                                | Singapore                                                            | Amichevole                                                           | -                                                                    |                                                                      |
| 12-10-2020                                                           | Adalia                                                               | Ghana                                                                | 5 – 1                                                                | Qatar                                                                | Amichevole                                                           | -4                                                                   | 55’                                                                  |
| Totale                                                               |                                                                      | Presenze                                                             | 4                                                                    |                                                                      | Reti                                                                 | -6                                                                   |                                                                      |

## Palmarès

### Nazionale
- Coppa d'Asia: 1

2019